# Iochroma lehmannii
Iochroma lehmannii är en potatisväxtart som beskrevs av Friedrich August Georg Bitter. Iochroma lehmannii ingår i släktet Iochroma och familjen potatisväxter. Inga underarter finns listade i Catalogue of Life.